# Flugunfall bei Lurga Point
Der Flugunfall bei Lurga Point ereignete sich am 15. August 1949. An diesem Tag musste eine Douglas C-54-A-DO (DC-4) auf einem Charterflug der Transocean Air Lines von Rom nach Shannon notwassern, wobei 8 Insassen starben.

## Maschine
Das Flugzeug war eine sechs Jahre alte Douglas C-54-A-DO (DC-4), die im Jahr 1943 im Werk von Douglas Aircraft endmontiert und mit der Werknummer 3076 und dem militärischen Luftfahrzeugkennzeichen 41-37285 an die United States Army Air Forces (USAAF) ausgeliefert wurde. Später war die Maschine als Variante Douglas R5D-1 mit dem militärischen Kennzeichen 39139 für die United States Navy in Betrieb. Einige Jahre nach dem Zweiten Weltkrieg wurde die DC-4 als Überbestand der USAAF kategorisiert und ausgeflottet. Am 29. August 1947 übernahm Transocean Air Lines die Maschine, ließ diese mit dem neuen Kennzeichen N79998 wieder zu und gab ihr den Taufnamen Oklahoma City. Das viermotorige Langstreckenflugzeug war mit Doppelsternmotoren des Typs Pratt & Whitney R-2000 ausgestattet. 
Das einzige technische Problem war an Triebwerk Nr. 3 (rechts innen), das jedoch keinen Einfluss auf den Unfall hatte.

## Besatzung, Passagiere und Flugzweck
Den Flug auf dem betroffenen Flugabschnitt hatten 49 Passagiere angetreten. Der Charterflug wurde durch die Internationale Flüchtlingsorganisation beauftragt. 47 der 49 Passagiere waren Italiener, die in Venezuela nach dem 2. Weltkrieg ein neues Leben anfangen wollten. Zwei Mitarbeiter der Transocean Air Lines flogen als Dead-Head-Passagiere. 
Die neunköpfige Besatzung bestand aus:
- Flugkapitän Edward C. Bessey (35) mit 8.600 Flugstunden, davon 2.500 auf der DC-4
- Erster Offizier Richard Hall (29) mit 6.200 Flugstunden, davon 2.500 auf der DC-4
- Flugingenieur John W. Moore (41) mit 10.500 Flugstunden, davon 1.200 auf der DC-4
- den Funkern Robert D. Thomas (26) und Herbert Ashbell (23) mit 2374 Flugstunden (839 auf der DC-4) bzw. 3.300 (2.300 auf der der DC-4)
- Navigator James A. Baumann (30) mit 3.100 Flugstunden, davon 1.500 auf der DC-4
- Purser Ralph H. Fisher (23)
- Flugbegleiterin Luigina Cerabona (24)
- Flugbegleiterin Ruth Nichols (48), die jedoch an dem Tag offiziell keinen Dienst hatte. Sie unternahm eine Weltumrundung und nutzte ihren Ruhm, um auf humanitäre Hilfsprojekte aufmerksam zu machen.

## Flugplanung
Nach einem 4-tägigen Aufenthalt in Rom erreichte die Besatzung den Flughafen Ciampino mit 30-minütiger Verspätung. Um Zeit zu sparen, teilte Bessey die Aufgaben auf. Er, Navigator Baumann und Flugingenieur Moore besorgten die Wetterinformationen. Danach ging Bessey zum Flugzeug, während Baumann den Flugplan erstellte, der bei der Flugsicherung eingereicht wurde. Das Flugzeug sollte zunächst nach Marseille auf einer Höhe von 10.500 ft (3200 m) und auf entsprechenden Luftstraßen über Paris nach Shannon auf 8.500 ft (ca. 2.600 m) fliegen. Der Flughafen Paris-Orly wurde als Ausweichflughafen gewählt. Auf dem Flugplan wurde ein Treibstoffvorrat für 16 Stunden angegeben, Baumann rechnete mit 12 Stunden. An Bord wurden nur jedoch 2.200 Gallonen gefunden, die laut Schätzung von Transocean Air Lines nur für 11 Stunden gereicht hätten. Die Reserve von 2 Stunden, die nach einem Flug nach Shannon und einem Ausweichen nach Paris übrig bleiben musste, konnte nicht eingehalten werden. 
Da jedoch für die Flugstrecke klares Wetter vorhergesagt wurde, mit Winden von 18–30 kn (33–56 km/h) je nach Streckenabschnitt, wählte Bessey Dublin als Alternative, ohne dies an Rom zu kommunizieren. Außerdem verzichtete er auf ein Überfliegen von Paris und plante stattdessen, von Marseille aus direkt nach Shannon zu fliegen.

## Verlauf
Alle Uhrzeiten sind in UTC angegeben.
Der Start erfolgte um 16:08 Uhr mit dem Ersten Offizier Hall als Pilot Flying und Kapitän Bessey als Pilot Monitoring. Die geplante Ankunftszeit war 00:21 Uhr. Die DC-4 stieg daraufhin auf 8.500 ft (2.600 m) statt der bis Marseille geplanten 10.500 ft (3.200 m), woraufhin Bessey sich in die Besatzungskabine zurückzog und Hall als neuem Pilot Flying das Steuerhorn überließ; Flugingenieur Moore wurde zum Pilot Monitoring. Um 18:20 Uhr meldeten die Piloten den Überflug von Marseille bzw. um 20:50 Uhr über Rennes. Zu einem unbekannten Zeitpunkt führte Navigator Baumann eine sternenbasierte Positionsbestimmung durch, die eine Position über dem Ärmelkanal bei einer Bodengeschwindigkeit von 138 kn (256 km/h) ergab. Um 22:27 Uhr meldeten die Piloten das Überfliegen von Land’s End. Um 23:00 Uhr sank das Flugzeug auf 3.500 ft (1.070 m) und flog nun dicht über einer Wolkendecke. Aufgrund eines empfangenen Morsecodes glaubte Baumann, die DC-4 hätte Shannon noch nicht erreicht und korrigierte die Ankunftszeit auf 0:10 Uhr. Um diese Uhrzeit wurde der Schub gedrosselt und der Flug auf Kurs 310° fortgeführt. 
Durch Astronavigation wurde jedoch eine Position 175 Nautische Meilen (nm) (325 km) nordwestlich von Shannon errechnet. Zunächst drehten die Piloten um ca. 0:50 Uhr auf Gegenkurs (130°), nachdem sie kurz in Richtung Süden flogen. Um 1:06 Uhr benachrichtigten sie die Rettungsmannschaften, setzten jedoch keinen Notruf ab. Laut Meldung befanden sie sich 100 nm (185 km) westlich von Shannon bei einer Geschwindigkeit über Boden von 140 Knoten (260 km/h) auf Kurs 80° (Ostnordost). Der verbleibende Treibstoff reichte jedoch nicht und um 2:40 Uhr musste eine Notwasserung vor der irischen Küste durchgeführt werden. Die 15 Minuten, die das Flugzeug an der Meeresoberfläche trieb, wurden zur Evakuierung auf die Rettungsflöße genutzt. Direkt darüber kreisende Flugzeuge führten den britischen Dampfer „Stalberg“, mit dem die meisten Insassen schließlich gerettet wurden. Sie litten an Unterkühlung und Schock. 7 Passagiere haben die Anweisungen im Chaos der Evakuierung missverstanden und sprangen ins Wasser. Funker Herbert Ashbell wurde vom Heck des Flugzeugs getroffen, nachdem es sich durch den Wellengang gelöst hatte.

## Ermittlungen
Da die Karten mit dem Flugzeug untergingen, wurde der Flugweg anderweitig rekonstruiert. Die Ermittler hielten ein Überfliegen von Marseille um 18:20 Uhr für unzweifelhaft, da die am Mittelmeer gelegene Stadt bei Tageslicht gut erkennbar war. Der gemeldete Überflug von Rennes um 20:50 Uhr hätte eine Bodengeschwindigkeit von 155 kn (287 km/h) bedeutet. Die Ermittler errechneten sie, unter Berücksichtigung der Flughöhe, der Temperatur und der Winde, jedoch auf 181 kn (335 km/h), was einen Überflug bereits um 20:29 Uhr zur Folge gehabt hätte. Das bedeutet, dass die angeblich über dem Ärmelkanal erfolgte Positionsbestimmung falsch sein musste und die DC-4 schneller flog als von den Piloten gedacht. Dementsprechend war sie um 22:27 Uhr nicht über Land’s End gewesen, sondern flog wohl an der Mizen-Halbinsel vorbei.
Das Reduzieren des Schubs um 0:10 Uhr zwang die Ermittler dazu, die Geschwindigkeit anders zu berechnen. Unter der Annahme, dass der Treibstoffverbrauch weit über 200 Gallonen pro Stunde lag, konnte die Bodengeschwindigkeit nicht unter 160 kn (296 km/h) liegen und sank nach der Schubreduktion auf 152 kn (282 km/h). Damit hätte die DC-4 von der Mizen-Halbinsel bis zum geschätzten Umkehrpunkt, 324 nm (600 km) zurückgelegt.
Letztendlich kamen die Ermittler zum Ergebnis, dass die mangelhafte Vorbereitung und Nachlässigkeiten in der Luft zum Unfall führten. So entsprach das Flugwetter nicht dem zu fliegenden Flugabschnitt, es wurden keine stündlichen Positionsbestimmungen durchgeführt, ebenso wenig eine Astronavigation und das, obwohl die Sterne am Himmel klar zu sehen waren.